# Frances E. Willis

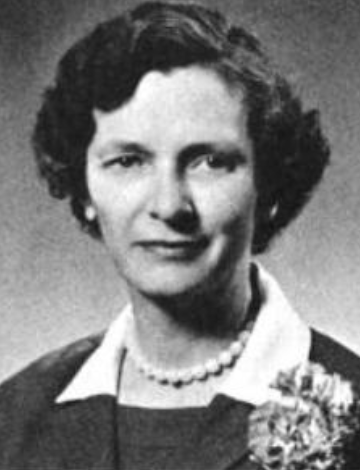
Frances E. Willis (1962)

Frances Elizabeth Willis (* 20. Mai 1899 in Metropolis (Illinois); † 23. Juli 1983 in Redlands Kalifornien) war eine US-amerikanische Diplomatin, die als US-Botschafterin in der Schweiz, Norwegen und Sri Lanka (damals Ceylon) tätig war. Sie war die dritte Frau, die 1927 in den Auswärtigen Dienst der USA eintrat, und die erste Frau, die dort eine Karriere verfolgte.

## Frühes Leben und Ausbildung
Frances E. Willis schloss 1920 ihr Studium der Geschichte an der Stanford University ab und war die erste Person in der Geschichte der Stanford University, der ein Doktortitel in Politikwissenschaften verliehen wurde. Sie unterrichtete ein Jahr lang Geschichte am Goucher College und hatte anschließend, von 1924 bis 1927, eine Stelle als Assistenzprofessorin für Politikwissenschaften am Vassar College inne.
Willis trat 1927 in den Auswärtigen Dienst ein, denn, so Willis, „je mehr ich unterrichtete, desto mehr wurde mir klar, wie wenig ich eigentlich über die Regierung wusste. Ich beschloss, aus erster Hand herauszufinden, wie es ist.“

## Karriere im Auswärtigen Dienst
Willis war als Beauftragte des US-Außenministeriums ab 1928 in Chile tätig, danach in Schweden, in Belgien, in Spanien während des Zweiten Weltkriegs, in England, Finnland, von 1953 bis 1957 in der Schweiz, von 1957 bis 1961 in Norwegen und von 1961 bis 1964 in Sri Lanka (damals Ceylon). In den letzten drei Ländern wurde sie zur Botschafterin ernannt und beendete ihre Karriere 1964 in Sri Lanka. Während ihrer Laufbahn im Auswärtigen Dienst war sie die erste Frau, die zur Geschäftsträgerin ernannt wurde, die erste Frau, die zur stellvertretenden Missionschefin ernannt wurde, die erste weibliche Beamtin des Auswärtigen Dienstes, die zur Botschafterin ernannt wurde, die erste Frau, die als Botschafterin auf drei Posten diente, die erste Frau, die 1955 zur Berufsministerin ernannt wurde, und die erste Frau, die 1962 in den Rang einer Berufsbotschafterin aufstieg.
Frances Willis war als Zweite Sekretärin in Brüssel, Belgien, stationiert, als dort im Mai 1940 der Zweite Weltkrieg ausbrach und die Nationalsozialisten nach einem schnellen Einmarsch Brüssel besetzten. Henry und Clare Boothe Luce waren zum Zeitpunkt der Invasion Gäste des Botschafters, und Willis fuhr sie durch das Kriegsgebiet über deutsche Linien nach Paris, von wo aus das Ehepaar in die USA evakuiert wurde.
1953 wurde Willis von Dwight D. Eisenhower zur ersten Botschafterin der Vereinigten Staaten in der Schweiz ernannt. Während ihrer Amtszeit bis 1957 als Botschafterin nahm sie als einzige Frau an der Genfer Gipfelkonferenz (1955) teil.
Ihre Ernennung löste bei der konservativen Schweizer Regierung Unbehagen aus. Diese tat sich schwer, eine angemessene Anrede für ein „Fräulein“ als Botschafterin zu finden. Die New York Times berichtete über die Ernennung unter dem Titel „Slap at Anti-Feminist Swiss“ und brachte sie mit der Weigerung der Schweiz, Frauen das Wahlrecht zu gewähren, in Verbindung. Für noch mehr diplomatisches Kopfzerbrechen sorgte Willis’ offene antikommunistische Rhetorik, die die linke Schweizer Presse erzürnte. Die Schweizer Regierung forderte dahingehend die nationale Presseagentur auf, weniger über ihre öffentlichen Auftritte zu berichten.

## Späteres Leben
Im Jahr 1964 ging Willis in Redlands, Kalifornien, in Rente.
Nach ihrer Pensionierung wurde sie zusammen mit Arthur Goldberg zur US-Delegierten in der Dritten Kommission für Menschenrechte und soziale Entwicklung der Generalversammlung der Vereinten Nationen berufen. Im Jahr 1966 wurde sie zur Leiterin der US-Delegation für die fünfzehnte Sitzung der Kennedy-Tarifrunde in Genf ernannt. Außerdem wurde sie zur Vorsitzenden („chairman“, ein selbstgewählter Titel, auf dem sie bestand) des Aufsichtsrates und des Ausschusses für langfristige Planung des Johnston College der Universität Redlands gewählt.
Willis trat als Gastkandidatin in der Fernsehshow What’s My Line auf, die am 2. Juni 1957 gesendet wurde.
Die Frances E. Willis Papers, 1906–1983, befinden sich in den Hoover Institution Archives der Stanford University.
Willis’ Neffe Nicholas J. Willis schrieb ihre Biographie, Frances Elizabeth Willis: Up the Foreign Service Ladder to the Summit – Despite the Limitations of Her Sex.

## Ehrungen und Nachwirkung
Zu Willis’ Auszeichnungen gehören die Ernennung zu einer von sieben „Frauen des Jahres“ 1953 durch die Los Angeles Times; ein Doktortitel in Rechtswissenschaften im Jahr 1954 durch die University of Redlands und 1955 durch das Western College of Women; die Auszeichnung für herausragende Leistung durch die American Woman’s Association 1955; der Ehrendoktortitel in Rechtswissenschaften durch das Mills College 1956; ein Ehrendoktortitel of Humane Letters der University of Rochester im Jahr 1960; der Career Service Award der National Civil Service League 1962; die Hollins-Medaille (eine von neun) durch das Hollins College 1968; der Ehrendoktortitel of Humane Letters der University of California, Riverside, im Jahr 1968 und der Foreign Service Cup durch die American Foreign Service Association 1973. Mit der letztgenannten Auszeichnung wurde sie für ihren „herausragenden Beitrag zur Gestaltung der Außenbeziehungen der Vereinigten Staaten“ gewürdigt.
Im Jahr 2006 ehrte der U.S. Postal Service Willis mit einer Briefmarke der „Distinguished American Diplomats“.